# Mont Wutai
La muntanya Wutai (en xinès: 五台山, xinès: 五台山, pinyin: Wǔtái Shān:, "Muntanya dels cinc altiplans"), també coneguda com a mont Wutai o Qingliang Shan, és un lloc sagrat del budisme xinès situat la capçalera del riu Qingshui, a la província de Shanxi, envoltat per un grup de cinc cims de cim aplanat (nord, sud, est, oest i central). El cim nord, anomenada Beitai Ding o Yedou Feng, és la més alta de les cinc (3.061 m), i és també el punt més alt de la Xina septentrional.

## Descripció

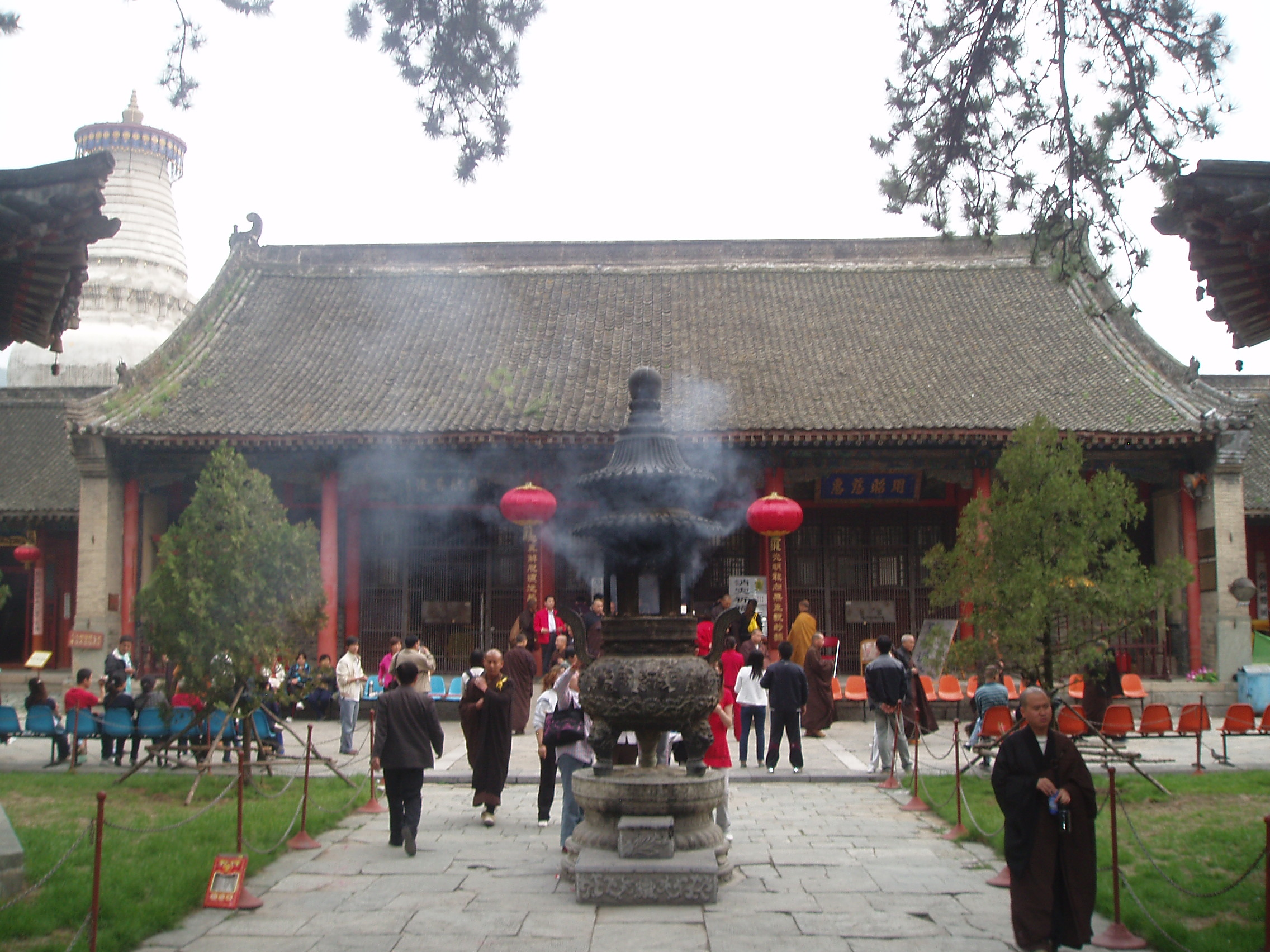
El temple de Xiantong

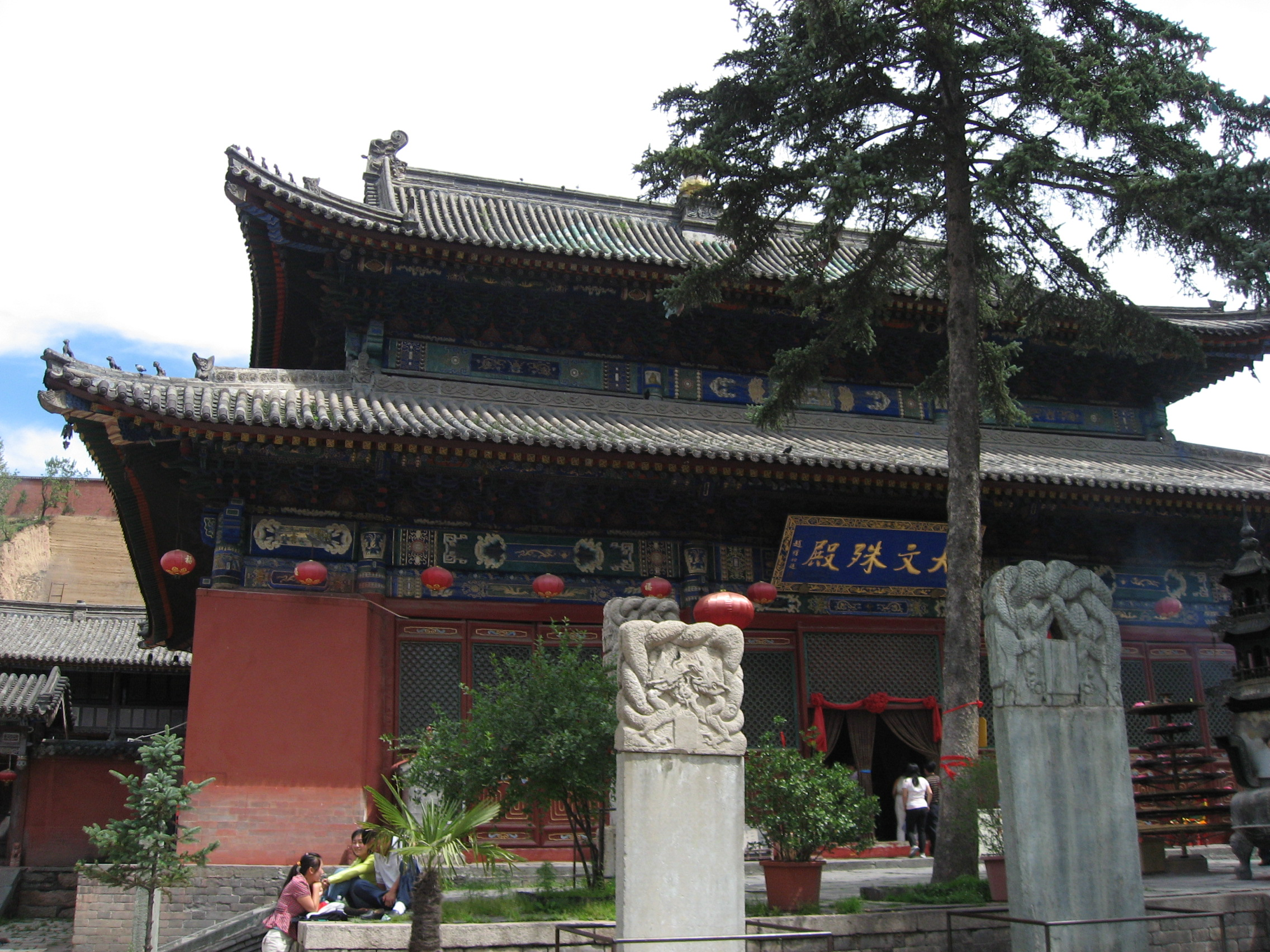
Una sala de palau.

Wutai Shan alberga molts dels més importants monestirs i temples de la Xina. Conté 53 monestirs sagrats, que van ser inscrits com a Patrimoni de la Humanitat per la Unesco l'any 2009.
Wutaishan és una de les quatre muntanyes (xinès: 道場, pinyin: dàochǎngt amb el Emei, Jiuhua i Putuo) que es consideren l'estatge o el lloc de pràctica d'un dels grans bodhisattvas. És la seu del Bodhisattva de la saviesa, Manjusri o Wenshu (Tradicional: 文殊) en xinès. La muntanya Wutai també té una relació duradora amb el budisme tibetà.
Va ser la primera de les quatre muntanyes que es va identificar i sovint es refereix a ella com "la primera entre les quatre grans muntanyes." Va ser identificada sobre la base d'un passatge del Avatamsaka Sutra; que descriu els estatges de molts bodhisattvas. En aquest capítol, es diu que Manjusri resideix en una "muntanya clara i freda" en el nord-est. Això va servir com a guia per a la identitat de les muntanyes i el seu nom alternatiu "Clara muntanya freda".
Existeix la creença que el bodhisattva es manifesta freqüentment a la muntanya, prenent la forma de pelegrins, monjos o més inusualment de núvols de cinc colors.
La muntanya Wutai és el lloc on es troben alguns dels edificis de fusta més antics de la Xina que han sobreviscut des de l'època de la Dinastia Tang (618–907). Això inclou la sala principal del monestir Nanchan i la sala oriental del monestir Fuguang, construïts els anys 782 i 857, respectivament. Van ser descoberts entre 1937 i 1938 per un equip d'historiadors de l'arquitectura incloent el destacat historiador de principis del segle XX Liang Sicheng. Els dissenys arquitectònics d'aquests edificis han estat estudiats des de llavors per destacats sinòlegs i experts en arquitectura xinesa tradicional, com Nancy Steinhardt. Steinhardt va classificar aquests edificis segons el tipus de sales que presentaven en el manual d'edificació xinès Yingzao Fashi escrit al segle xii

## Patrimoni de la Humanitat
L'any 2008, les autoritats xineses confiaven que el santuari a la muntanya Wutai fos considerat per la Unesco per incloure-ho dins del Patrimoni de la Humanitat. Els residents locals, no obstant, manifesten que s'han vist obligats a deixar les seves cases i situar-se en un altre lloc lluny d'allà per preparar-se per a l'intent.
La Muntanya Wutai és una cim sagrat del budisme amb cinc altiplans planes. El paisatge cultural inscrit en la Llista comprèn 53 monestirs, així com la gran sala del Temple de Foguang orientada a l'est, que és l'edifici de fusta més important dels subsistents de l'època la dinastia dels Tang. Aquest edifici posseeix escultures d'argila de mida natural. El paisatge cultural abasta també el temple de Shuxiang que data de la dinastia dels Ming i compta amb un gran conjunt de 500 figures escultòriques "suspeses" que representen escenes budistes teixides en imatges tridimensionals de muntanyes i aigua. En el seu conjunt, els edificis d'aquest lloc constitueixen un veritable catàleg del desenvolupament de l'arquitectura budista i de la seva influència en la construcció d'edificis palatins a la Xina al llarg de més d'un mil·lenni. La Muntanya Wutai, que en xinès significa literalment "la muntanya de les cinc terrasses", és el cim més alt del nord de la Xina. La seva morfologia és notable i es caracteritza per les seves vessants tallades a pic i els seus cinc cims de forma arrodonida i sense arbres. La construcció de temples en aquest lloc es va estendre des del segle I fins a principis del segle xx.

## Principals temples
El temple de Nanshan (xinès: 南山寺) és un gran temple a la muntanya Wutai, construït per primera vegada durant la Dinastia Yuan. Tot el temple comprèn set terrasses, dividides en tres parts. Les tres terrasses inferiors reben el nom de temple Jile (极乐寺); la terrassa del mitjà es diu Sala Shande (善德堂); les tres terrasses superiors són anomenades temple Youguo (佑国寺). Altres grans temples són el temple Xiantong, el temple Tayuan i el temple Pusading.
Altres temples importants dins de la muntanya Wutai són el temple Shouning, el temple Bishan, el temple Puhua, el temple Dailuo Ding, el temple Qixian, el Shifang Tang, el temple Shuxiang, el temple Guangzong, el temple Yuanzhao, el Guanyin Dong, el temple Longquan, el temple Luomuhou, el temple Jinge, el temple Zhenhai, el temple Wanfo Ge, el temple Guanhai, el temple Zhulin, el temple Jifu, el temple Gufo, etc.
Hi ha altres temples menors: el temple Yanqing, el temple Nanchan, el temple Mimi, el temple Foguang, el temple Yanshan, el temple Zunsheng, el temple Guangji, etc.

## Galeria d'imatges

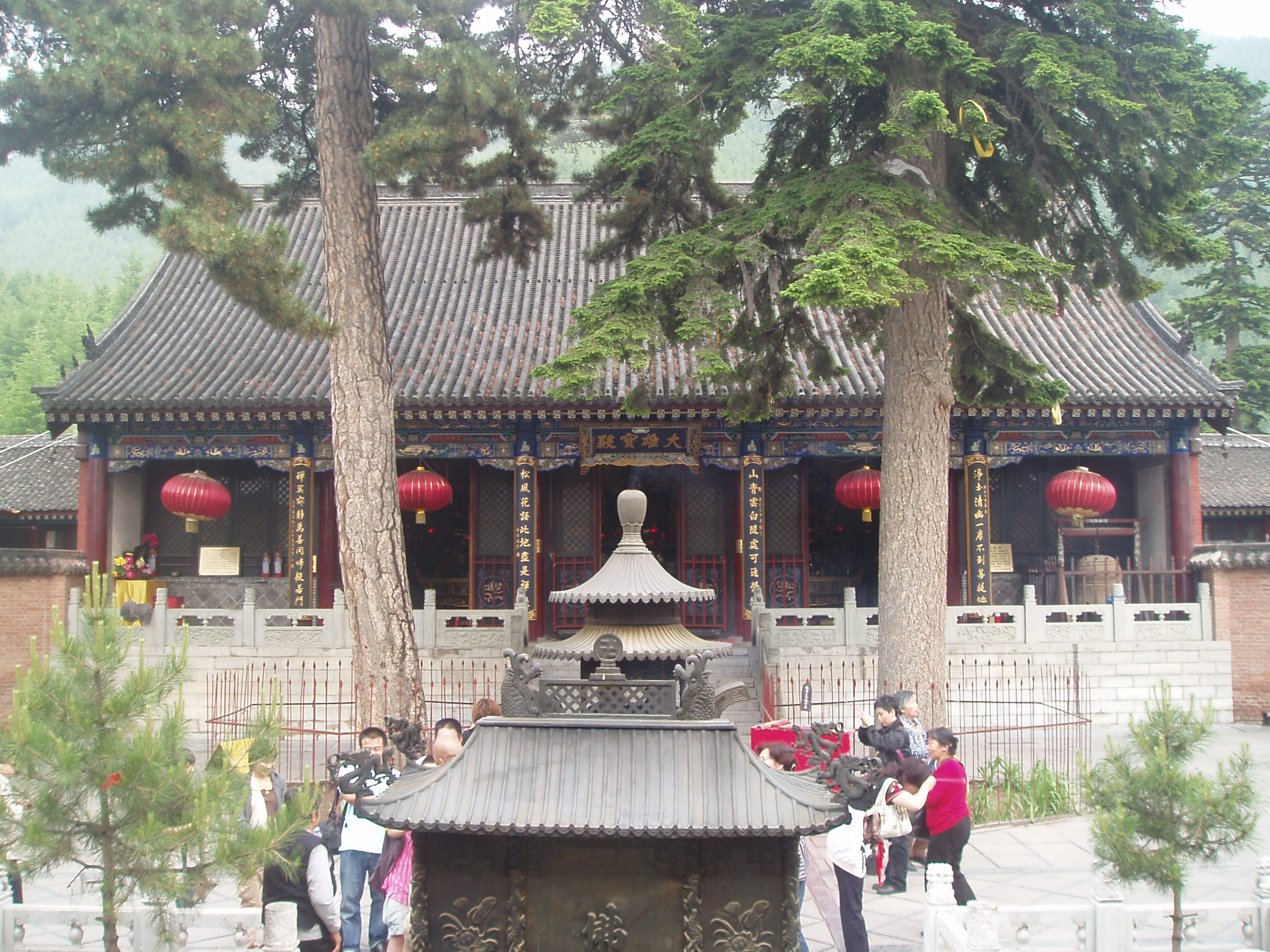
Temple Dailuoding
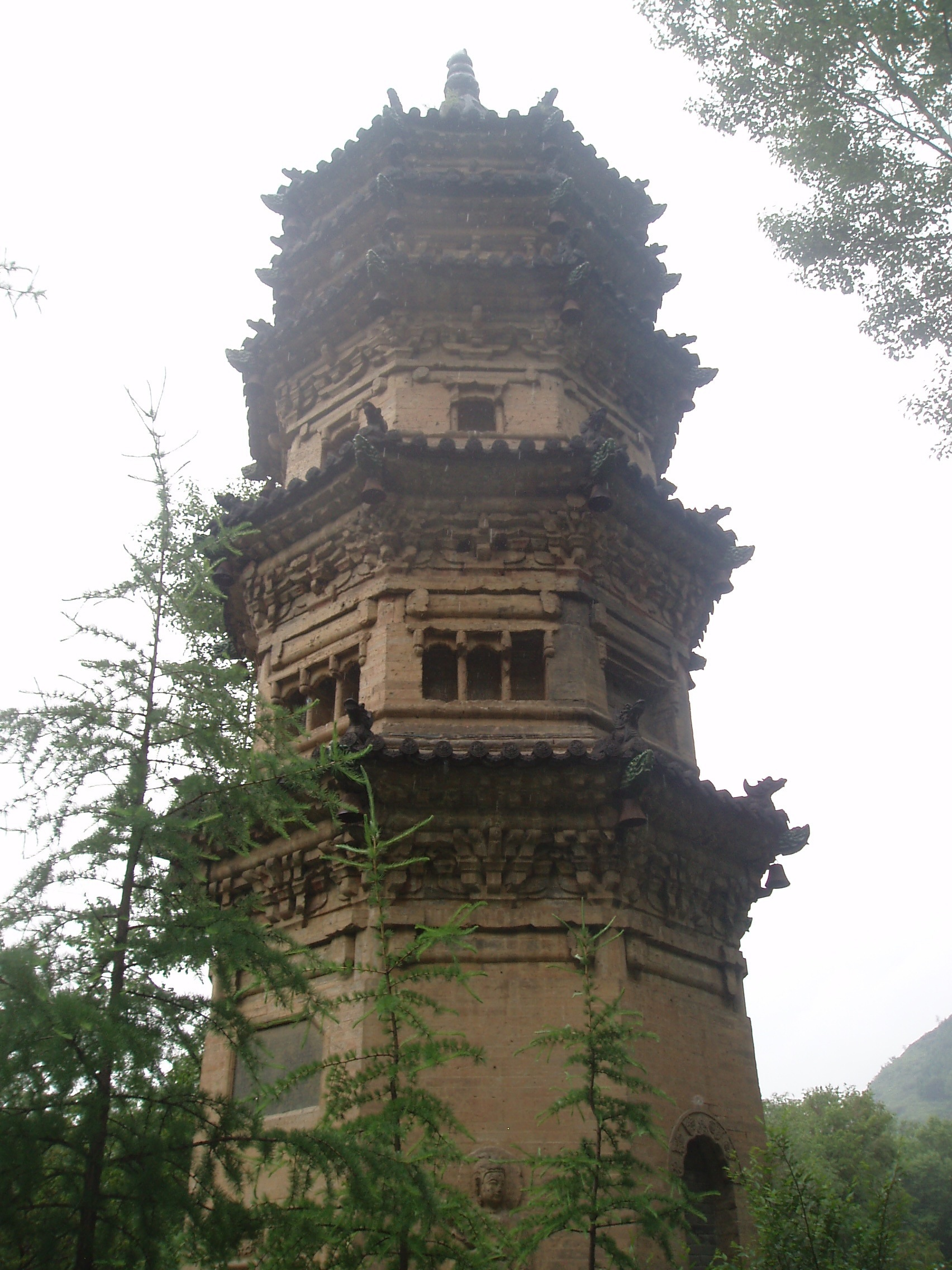
Temple Lingfeng
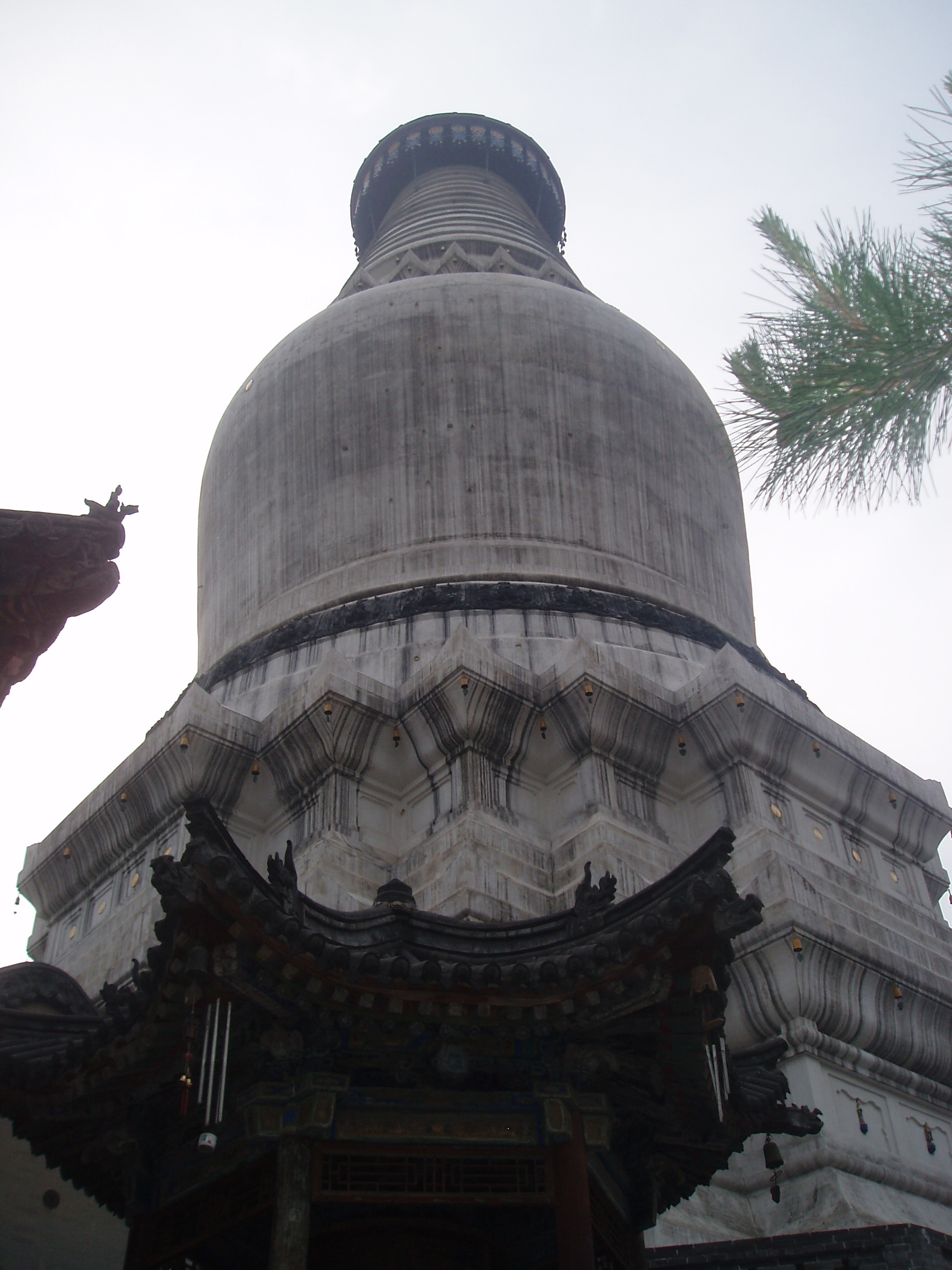
Sarira Stupa del Temple Tayuan
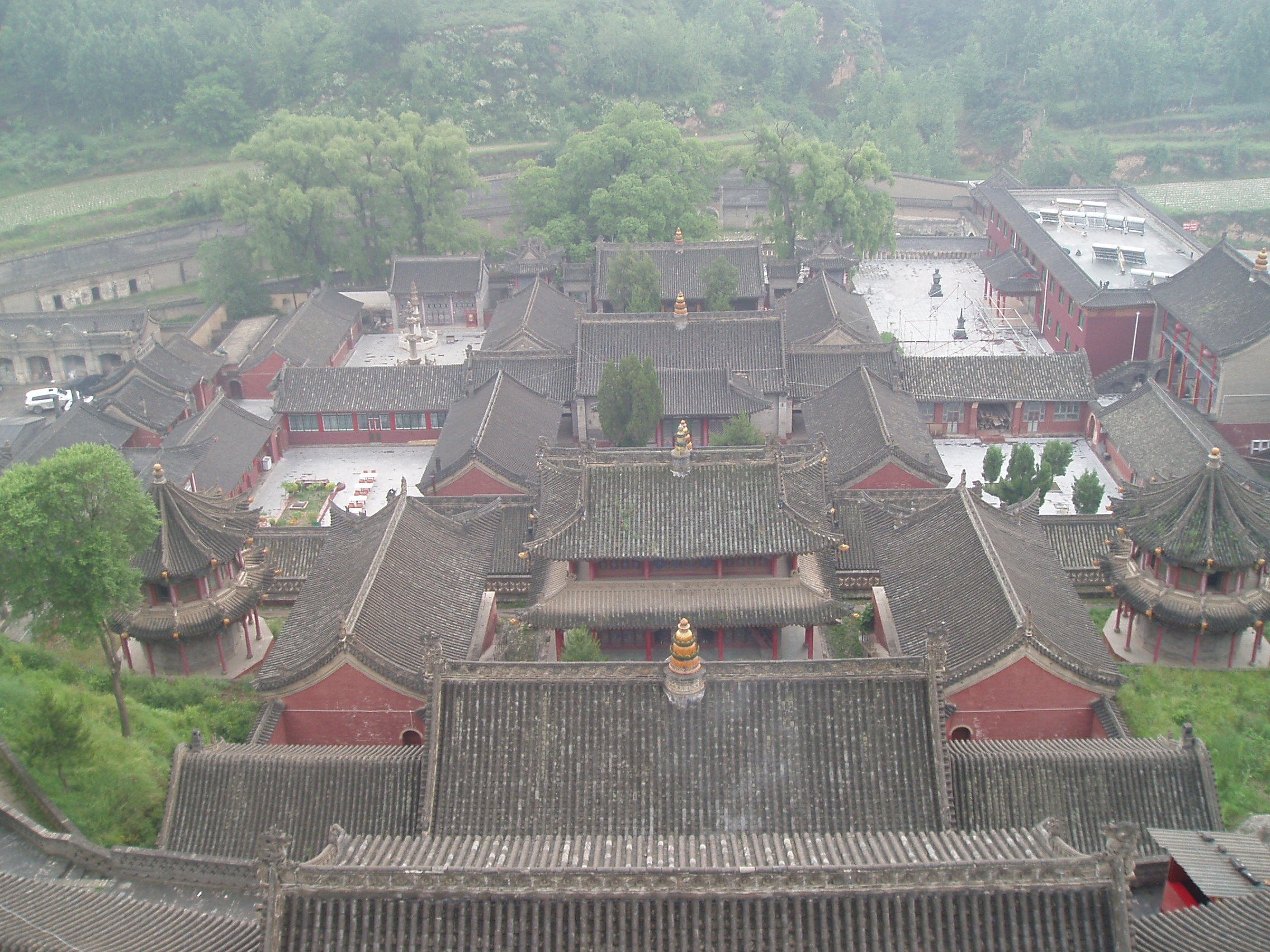
Vista del Temple Zunsheng
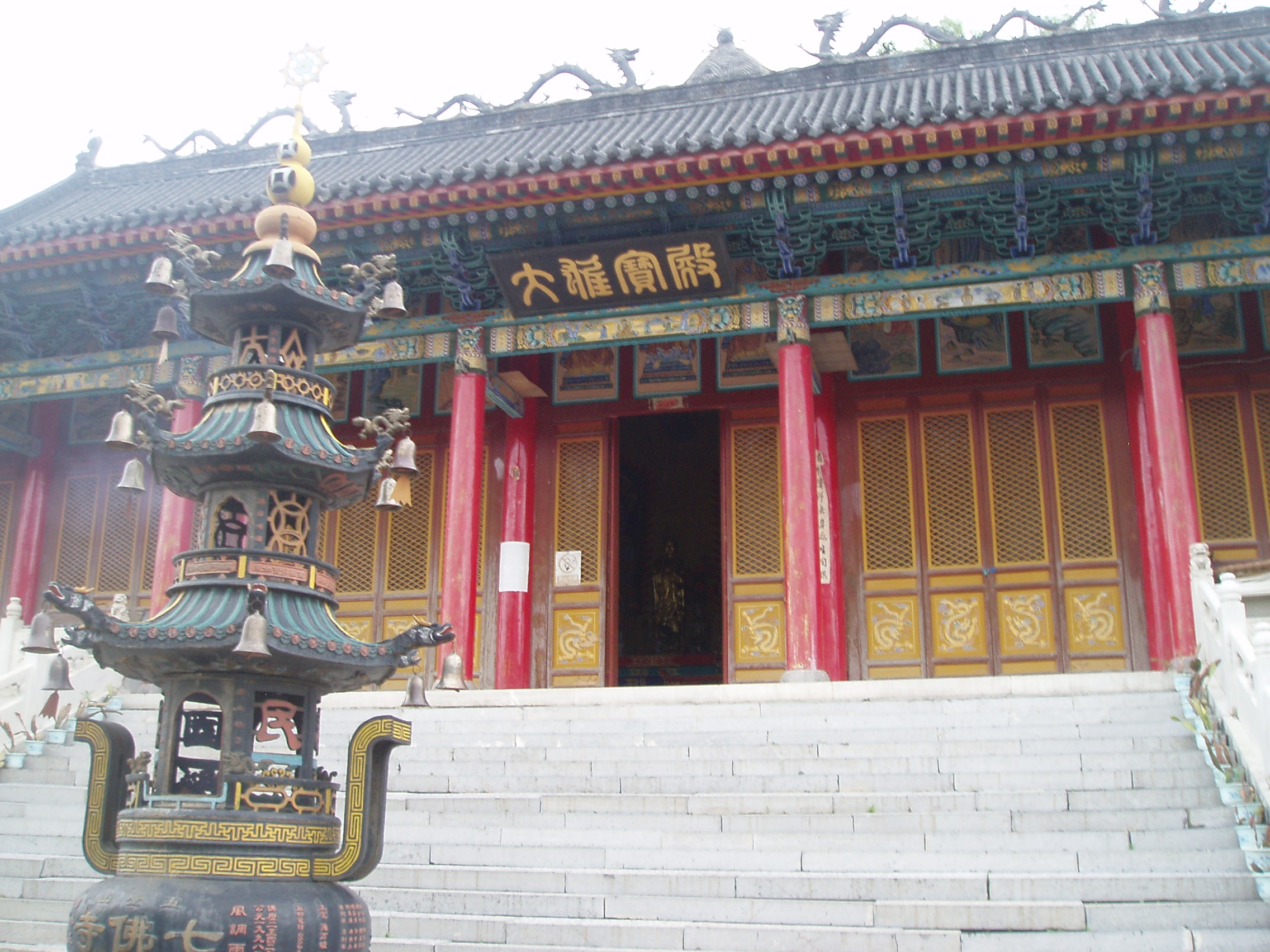
Temple Qifo
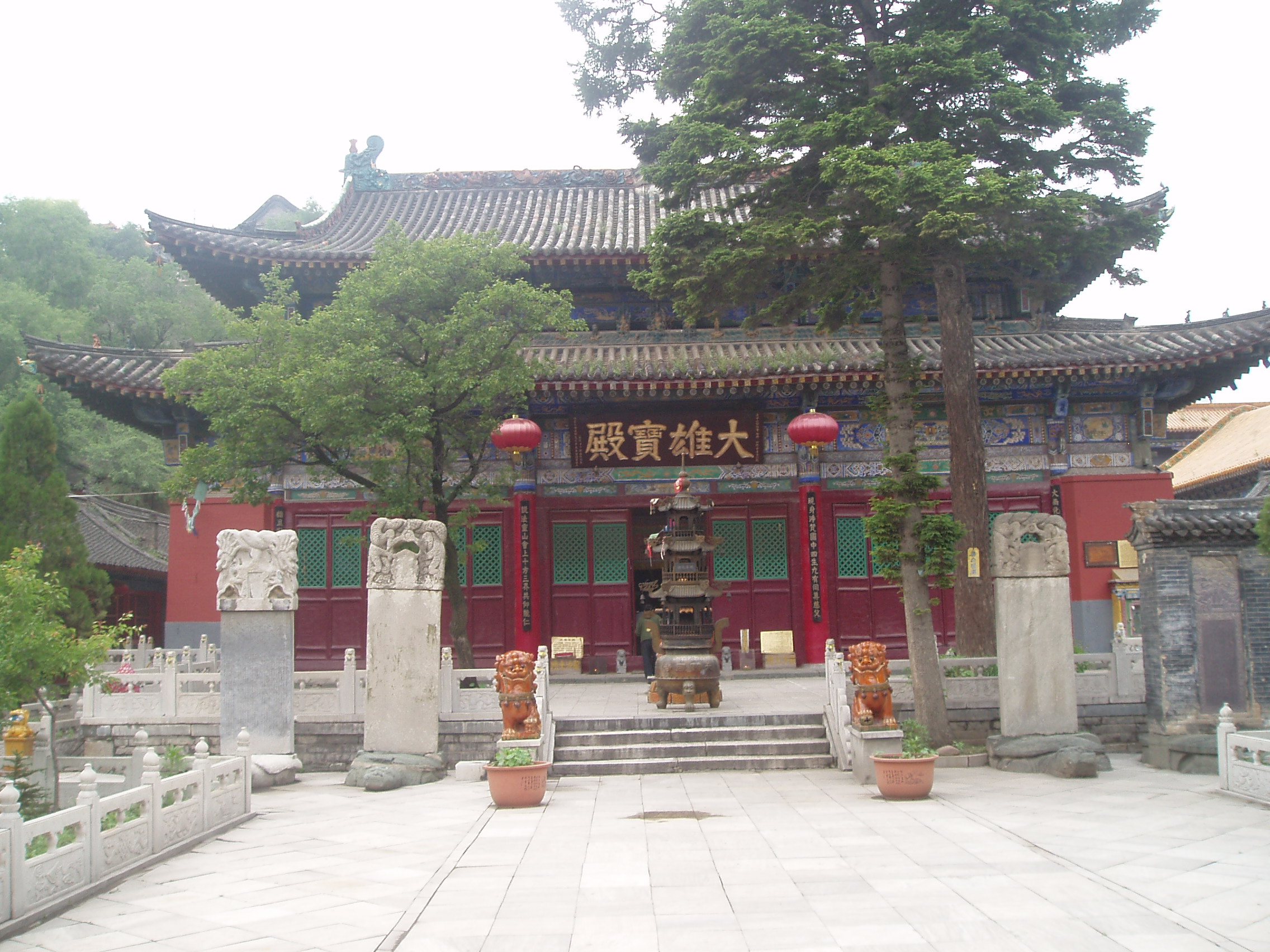
Temple Yuanzhao
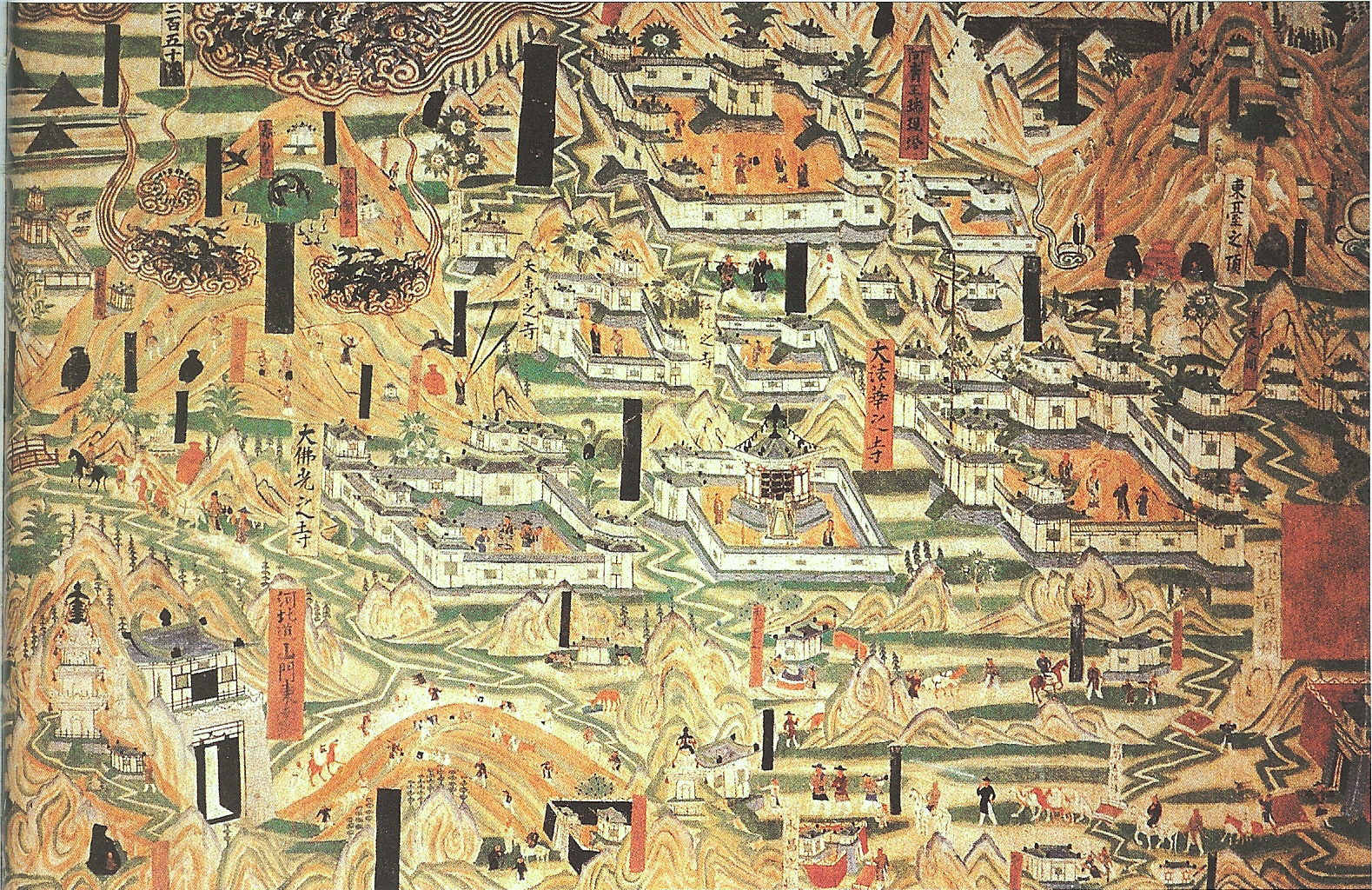
Mural del Mount Wutai del segle X
Mapa del Mount Wutai de la dinastia Quing (1846)
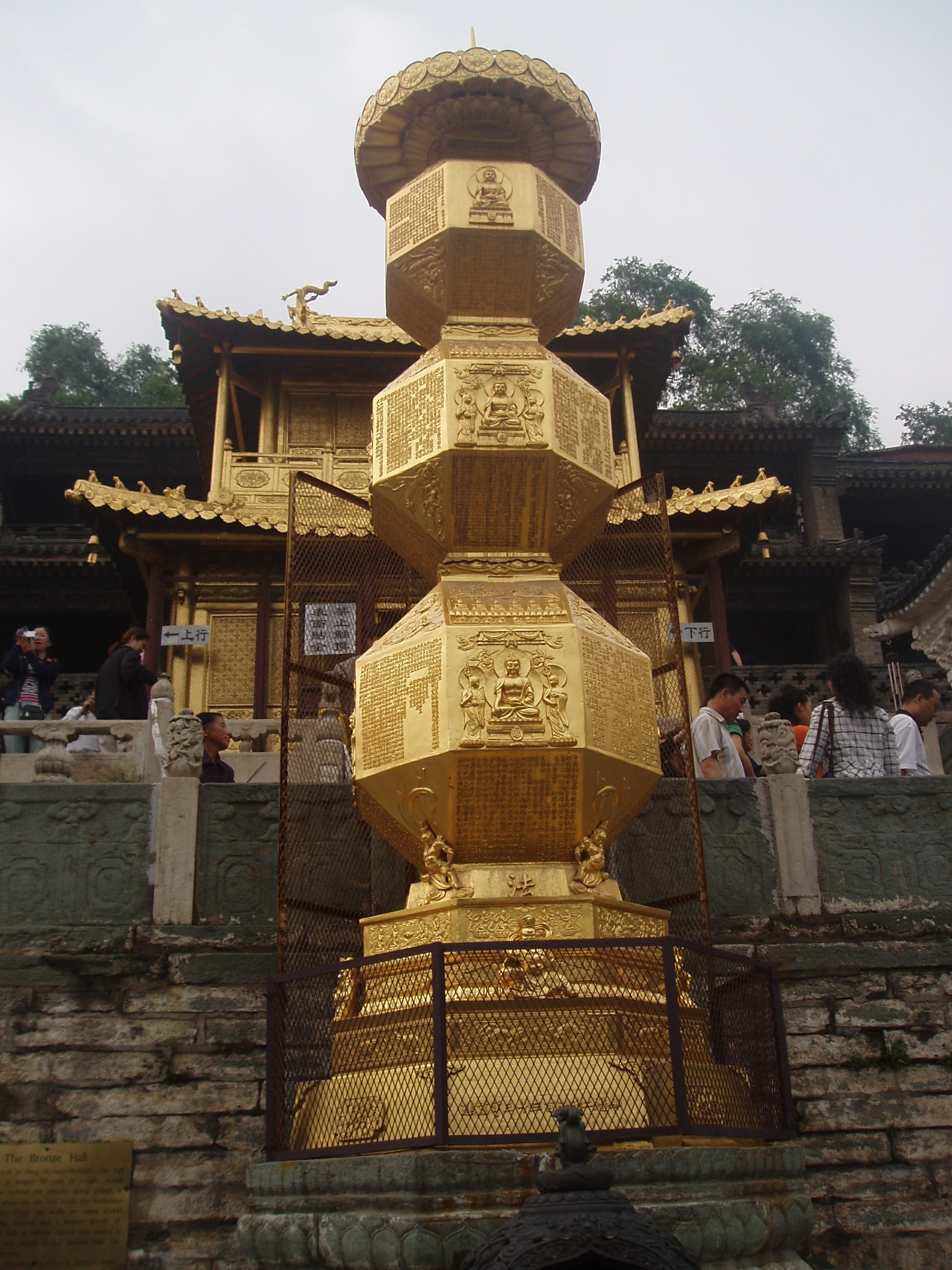
Temple Xiantong
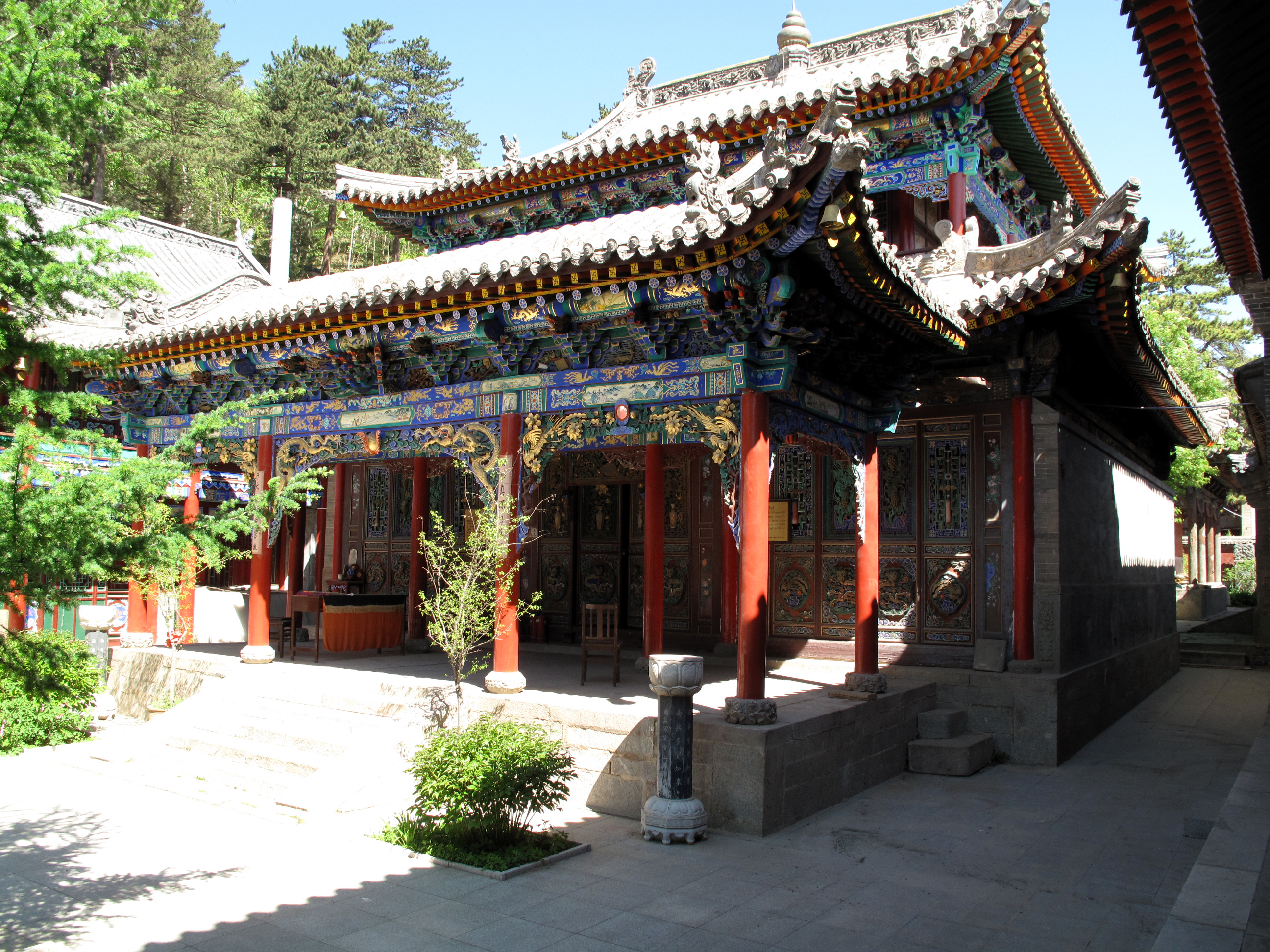
Cifu Si